# Dikarya
Dikarya é um subreino de Fungi que inclui os filos Ascomycota e Basidiomycota, ambos produzem dicárions, e podem ter hifas filamentosas ou unicelulares, mas sempre com o flagelo ausente. Dikarya compreende os fungos elevados, mas também inclui muitas espécies anamórficas que eram chamadas de mofos na literatura antiga.  Filogeneticamente os dois filos são relacionados.